# Dalek I Love You (album)

## Lista utworów
1. "Holiday in Disneyland [album version]" - 4:40
2. "Horrorscope [album version]" - 4:03
3. "Health and Happiness" - 3:14
4. "The Mouse That Roared" - 2:49
5. "Dad On Fire" - 3:39
6. "Ambition [album version]" - 3:43
7. "Lust" - 4:22
8. "12 Hours of Blues" - 5:32
9. "Sons of Sahara" - 5:27
10. "Africa Express" - 7:14

## współpraca
- Chuka Russo [sic]: bg voc. (6, 8)
- Chris Hughes: perk. (2, 10)
- Drummie Zeb: perk. (8)
- Gary Barnacle: saksofon elektr. (7), saksofon (8)
- Randy Taylor: git. bas. (1, 6)